# اسکوئر وان (آلبوم تک‌آهنگ)
اسکوئر وان (انگلیسی: Square One) نخستین آلبوم تک‌آهنگ گروه دخترانهٔ کره‌ای بلک‌پینک است. این آلبوم به صورت دیجیتال در ۸ اوت ۲۰۱۶ توسط وای‌جی انترتینمنت منتشر شد. متن ترانه توسط بی. آی، تدی پارک و بکو بوم نوشته شده‌است و آهنگسازی آن توسط تدی پارک، فیوچر بونس و بکو بوم انجام شده‌است.

## جدول‌ها

### جدول‌های هفتگی

#### سوت
| جدول (۲۰۱۶)                         | بالاترین موقعیت |
| ----------------------------------- | --------------- |
| کره جنوبی (گائون)                   | ۱               |
| آهنگ‌های دیجیتال یواِس ورلد (بیلبورد) | ۲               |

#### بوم‌بایا
| جدول (۲۰۱۶)                         | بالاترین موقعیت |
| ----------------------------------- | --------------- |
| کره جنوبی (گائون)                   | ۷               |
| آهنگ‌های دیجیتال یواِس ورلد (بیلبورد) | ۱               |
| فرانسه (اس‌ان‌ئی‌پی)                   | ۱۹۶             |

## افتخارات
| سال  | مراسم جوایز              | جایزه              | اثر   | نتیجه    | منابع  |
| ---- | ------------------------ | ------------------ | ----- | -------- | ------ |
| ۲۰۱۶ | جوایز موسیقی آسیایی ام‌نت | بهترین موزیک ویدئو | «سوت» | برنده    | [ ۸ ]  |
| ۲۰۱۶ | جوایز گلدن دیسک          | دیجیتال بونسانگ    | «سوت» | نامزدشده | [ ۹ ]  |
| ۲۰۱۷ | جوایز موسیقی جدول گائون  | آهنگ سال – اوت     | «سوت» | برنده    | [ ۱۰ ] |